# Heinrich Thielen
Heinrich Thielen (Alemanha, 22 de julho de 1869 – 19 de junho de 1947) chegou ao Paraná no final do século XIX com 9 anos de idade, indo residir com sua família no litoral do estado, mais precisamente nos arredores da cidade de Morretes, sobrevivendo da lavoura. Pouco tempo depois mudou para Curitiba e posteriormente radicou-se em Ponta Grossa.

## Cervejaria Adriática
O nome de Heinrich Thielen está indissociavelmente ligado ao da Cerveja Adriática, um dos maiores símbolos da identidade ponta-grossense, da qual ele é o fundador. Utilizando equipamentos trazidos de seu país natal, produziu a primeira Original, uma cerveja com corpo leve e sabor suave.

## Pioneirismo
Devido à relevância da indústria, Heinrich Thielen ingressou na política. Foi nomeado Coronel da Guarda Nacional pelo Governo Federal e escolhido como Presidente de Honra do Centro Commercio e Indústria de Ponta Grossa (antecessor da ACIPG), quando da fundação dessa entidade em 18 de junho de 1922. Assim, Heinrich Thielen se configura como um dos pioneiros do processo de industrialização em Ponta Grossa e um dos grandes responsáveis pelo desenvolvimento econômico da cidade.   

## Vida política
Heinrich Thielen destacou-se como empresário e político. Eleito vereador várias vezes, exerceu a função de prefeito como substituto do titular. Foi também, a partir de 1926, cônsul da Áustria durante alguns anos.